# 弁護人抜き裁判法案
弁護人抜き裁判法案（べんごにんぬきさいばんほうあん）とは、刑事訴訟の必要的弁護事件で弁護人抜きでも裁判を進めることができるようにすることを意図した過去の刑事訴訟法改正案。正式名称は刑事事件の公判の開廷についての暫定的特例を定める法律案。通称は他にも「過激派裁判正常化法」がある。

## 内容
弁護人がいなくても開廷することができる要件および開廷することができる期間に関する規定を設けようとする法案であった。
要件としては以下の要件を満たし、かつ裁判所が審理の状況その他の事情を考慮して相当と認めるときに限ることとしていた。
- 被告人が訴訟を遅延させる目的で私選弁護人を解任し、または辞任するに至らせたとき
- 私選弁護人が訴訟を遅延させる目的で辞任したとき
- 私選弁護人が、正当な理由なく公判期日に出頭しないとき、または裁判長の許可を受けないで退廷したとき
- 私選弁護人が裁判長から法廷における秩序を維持するため命じられて退廷したときのいずれかの場合であって、当該辞任、不出頭、退廷または退廷命令の理由となった行為が被告人の意思に反すると認められないとき

また弁護人がなくても開廷することのできる期間について弁護人の不出頭または退廷の場合には当該公判期日に限るものとし、弁護人の解任または辞任によって被告人に弁護人が付せられていない状態となった場合には新たに弁護人が選任されるまでの間とすることとしていた。

## 経過

### 背景
1970年代には、連合赤軍事件や連続企業爆破事件などの新左翼・過激派活動の活発化に伴い、この種の事件に関する刑事裁判の件数も増大していた。
当時の過激派による事件は、自己の政治的主張のために火炎瓶を投擲したり、棍棒を振り回したりするなど、一般国民からは理解を得られない性質のものであったため、これに対して裁判所は厳しい態度で臨み、一方的な公判期日指定や強引な訴訟進行などの強権的訴訟指揮を行った。これにより弁護側にも反発が生まれ、双方の対立は次第に先鋭化していった。
弁護側の抵抗の手段として取られたのが必要的弁護事件の制度を利用した裁判拒否闘争であった。法定刑が死刑または無期もしくは長期3年を超える懲役もしくは禁錮に当たる事件は、刑事訴訟法289条により弁護人が不在のままでは開廷できない（いわゆる必要的弁護事件）。そこで、弁護人が欠席したり、被告人が解任を繰り返すことで弁護人が法廷に出席しない状態を作り出したのである。これにより裁判がしばし空転し、長期裁判の様相を呈した。
これに対処するため、法務省は、必要的弁護事件であっても意図的な引き伸ばしなどの場合には弁護人が不在のまま審理を進めることができるとする刑事訴訟法改正案（弁護人抜き裁判法案）を作成して法制審議会に諮問し、1978年に国会に提出した。

### 反対運動、協議と廃案
日本弁護士連合会は、弁護人なしでの裁判を認めることは、憲法が保障する弁護人依頼権を侵害するとして強く反対するとともに、国会の付帯決議に基づき、法曹三者による協議を通じた解決を求めた。
各地の弁護士会を通した国会議員の説得などの全国的な反対運動が展開され、「過激派裁判正常化法」の問題点については理解が得られたものの、裁判拒否闘争のような不適切な弁護活動を行う弁護人の態度はやはり問題であるとの指摘も根強く、弁護士自治の根幹が揺らぐことも懸念された。そこで、日弁連は「正すべきものは正す」との方針を固めた。
最終的には日弁連・法務省・裁判所の三者の協議が合意に至り、裁判所・法務省が異常な訴訟進行を試みないとする一方で、日弁連は刑事訴訟法289条の悪用を防ぐ倫理規定や懲戒制度などを定めて改善を図ることで合意が成立したため、本法案は廃案となった。